# نادر تهرانی
نادر تهرانی (متولد ۱۳۴۲، لندن) طراح و استاد دانشگاه آمریکایی ایرانی‌تبار است.

## زندگی‌نامه
او در پاکستان، آفریقای جنوبی، ایران و ایالات متحده آمریکا بزرگ شد. با درجه از دانشگاه هاروارد و RISD، او نیز در لندن و رم در طول سال‌های تحصیلی تحصیل کرده است. او دفتر دا را در سال ۱۹۸۶ تأسیس و کار خود را آغاز کرد. تهرانی در حال حاضر استاد معماری در دانشگاه MIT SA+P می‌باشد، جایی که او به عنوان رئیس گروه سال‌های ۲۰۱۴–۲۰۱۰، در خدمت MIT بوده است. او همچنین مدیر NADAAA، و کار او اختصاص داده شده به پیشرفت نوآوری طراحی، همکاری میان رشته‌ای، و گفتگوهای ویژه با صنعت ساخت و ساز می‌باشد.